# Лулло
Лулло — пресноводное озеро на территории Кривопорожского сельского поселения Кемского района Республики Карелии.

## Общие сведения
Площадь озера — 12 км², площадь водосборного бассейна — 997 км². Располагается на высоте 97,4 метров над уровнем моря.
Форма озера \продолговатая: оно вытянуто с северо-запада на юго-восток. Берега изрезанные, каменисто-песчаные, преимущественно заболоченные.
С восточной стороны в Лулло впадает безымянный водоток, несущий воды из озёр Кивиярви, Цеппи, Вотани и Кайянперя.
Через Лулло протекает река Шомба, впадающая в реку Кемь.
В озере расположено не менее восьми небольших безымянных островов, сосредоточенных преимущественно возле берегов водоёма.
Код объекта в государственном водном реестре — 02020001011102000006172.